# Aliocha Coll
Aliocha Coll, pseudònim de Javier Coll Mata (Madrid, 6 de maig de 1948 - París, 15 de novembre de 1990), fou un metge, traductor i escriptor d'obres d'«avantguarda extrema».
Fill del pintor Xavier Coll Compte, va néixer a Madrid però es va educar a Barcelona d'on procedia la seva família, que va tenir una influència decisiva en les seves inquietuds artístiques. Deu el seu pseudònim a Aliosha, personatge central de Els germans Karamàzov de Fiódor Dostoievski, llibre que la seva mare llegia durant l'embaràs. Si bé va decidir iniciar estudis de Medicina a Barcelona, abandonà la carrera el tercer any i es traslladà a París, on va contreure matrimoni amb la pintora francesa d'origen xinès Lysiane Luong. A París va reprendre i acabar la carrera de Medicina, exercint-la només els caps de setmana per poder dedicar la major part del temps als seus escrits.
Va enviar els seus originals a l'agent literària Carmen Balcells, que es va mostrar molt interessada pel seu experimentalisme verbal d'avantguarda, en la línia de James Joyce, Samuel Beckett, Guillermo Cabrera Infant i Julián Ríos. A través d'ella va entrar en contacte amb escriptors com Javier Marías i Jaime Salines, que l'admiraven i alhora li suggerien que intentés, almenys com a passatemps, escrits més convencionals. Coll defugia dels ambients literaris i va tornar a París, absolutament entregat a la literatura i soscavat per una forta depressió. El 1985 va publicar Vitam venturi saeculi i la seva traducció en hendecasíl·labs de quatre peces teatrals de Christopher Marlowe. La seva literatura no va ser compresa pel públic i tres dies abans de la seva mort li va arribar a Carmen Balcells el manuscrit d'Atila. Amb una forta depressió i a una greu malaltia, el 15 de novembre de 1990 es va suïcidar a París amb 42 anys. Pòstumament es van publicar El hilo de seda (1992), Atila, Menciones, Ofelia, Casandra y Juana de Arco, Ética, Epistomologia, Poemas, Cuarta persona, Antimonio, Dolor, anestesia y distesia, Sonetos, Ensayo sobre el dolor i traduccions d'obres de Shakespeare i de André Malraux, aquestes darreres després que Carmen Balcells reivindiques, d'acord amb la voluntat de Aliocha Coll, el seu llegat i testament dipositat en la Caja de les Letras de l'Institut Cervantes.